# Clone Wars: Assalto al pianeta verde
Clone Wars: Assalto al pianeta verde (Clone Wars Gambit: Stealth), scritto da Karen Miller, è un romanzo di fantascienza ambientato nell'universo di Guerre stellari durante le guerre dei cloni, pubblicato per la prima volta il 23 febbraio 2010.
È il quarto romanzo ispirato alla serie TV Star Wars: The Clone Wars. La versione audio è narrata da Jeff Gurner. Appartiene all'Universo espanso.

## Trama
Mentre il Senato della Repubblica si prepara a conferire ulteriori poteri al Cancelliere Supremo Palpatine, un rapporto apparentemente insigniﬁcante ﬁnisce sulla scrivania di Bail Organa: i Separatisti hanno da poco invaso il pianeta di Lanteeb, ﬁno a quel momento ritenuto di scarsa importanza strategica. Che cosa c’è sotto? Anakin Skywalker e Obi-Wan Kenobi decidono di andare a controllare di persona e scoprono che il nemico sta lavorando a una micidiale arma segreta.